# Wojciech Bąblewski
Wojciech Bąblewski "Bąbel" (ur. 24 marca 1978 w Kielcach) – polski piłkarz ręczny grający na prawym skrzydle.
Swoją karierę rozpoczął w Iskrze Kielce, w której występował do 2002 roku. Potem przeniósł się do Mostostalu MG Łódź. Z powodu problemów finansowych klub dał wolną rękę zawodnikom i piłkarz trafił do Śląska Wrocław. Występował także w Wybrzeżu Gdańsk. W sezonie 2004/2005 występował w zespole mistrza Grecji - Panellinios AC Athens.

## Osiągnięcia
- Złoty medal Mistrzostw Polski:  1999
- Brązowy medal Mistrzostw Polski:  1997, 2001
- Puchar Polski:  2000
- Złoty medal Mistrzostw Grecji  2004
- Brązowy medal Mistrzostw Grecji  2005